# 竜巻作戦

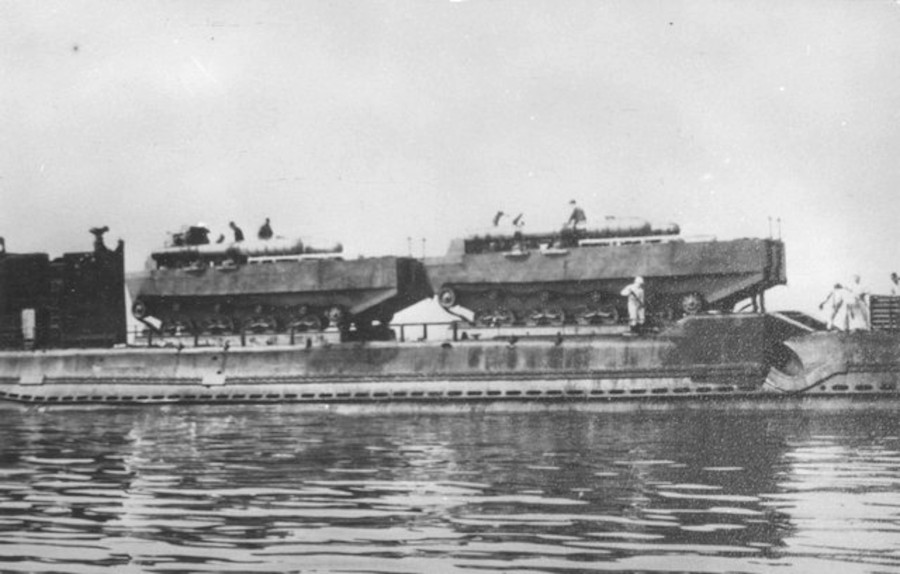
魚雷を搭載した特四式内火艇。

竜巻作戦（たつまきさくせん）は、太平洋戦争において大日本帝国海軍が計画した、アメリカ海軍の空母機動部隊に対する奇襲作戦である。

## 概要
竜巻作戦（資料によっては龍巻作戦）は、日本海軍が太平洋戦争後半の1944年（昭和19年）4月から5月頃に計画した、水陸両用戦車（特四式内火艇）を用いた奇襲作戦。
魚雷2本を搭載した特四式内火艇は潜水艦に搭載され、マーシャル諸島の環礁にもうけられたアメリカ海軍機動部隊の根拠地まで進出。潜水艦から発進後、サンゴ礁を超えて礁湖に侵入、停泊中の敵艦隊を雷撃するという作戦。
黒島亀人軍令部第二部長が構想をとりあげ、既にZ作戦や、雄作戦で実施を検討していた。1944年（昭和19年）3月末の海軍乙事件で連合艦隊が大混乱に陥り、雄作戦が消滅したあとも、5月3日に着任した新司令長官豊田副武大将の統率下「あ号作戦」の一部として作戦を検討した。だが成功の見込みがなく、5月12日に作戦延期発令。実現しなかった。環礁に設営された前進根拠地（停泊中の敵艦隊）に対する奇襲雷撃という発想は、人間魚雷回天と、この特攻兵器を搭載した潜水艦による玄作戦に引き継がれた。

## 構想
日本海軍は、潜水艦搭載用の水陸両用戦車の研究をおこなっていた。
1942年（昭和17年）6月上旬のミッドウェー海戦敗戦後、日本海軍は軍備計画を見直して改⑤計画を決定した。つづいて軍令部は離島に対する奇襲や上陸作戦などに使用する目的で、輸送用潜水艦を建造することを要望した。この輸送用潜水艦は、大発動艇や水陸両用戦車を搭載する予定だった。軍令部は8月24日に提議、10月21日に改⑤計画の追加として、軍令部部長から海軍大臣あての商議が発せられた。これが伊三百六十一型潜水艦（丁型潜水艦）である。
同時に輸送用特殊潜航艇や水陸両用戦車の開発もおこなわれ、特二式内火艇（軽戦車）と特三式内火艇（中戦車）の研究がすすめられた。これら軍中央の動静とは別に、呉海軍工廠造船部実験部の堀元美技術少佐も、ガダルカナル島攻防戦の戦訓から水陸両用の貨物運搬艇を研究していた。ありあわせのディーゼルエンジンで馬力の割に車体が大きく、水上速力は4ノット程度、砂浜で使うことを前提とした。これが、後の特四式内火艇である。大発動艇の代替であり、いわば水陸両用の貨物車であった。堀元美は、ガダルカナル島戦終結により「足をもった運貨艇も棚上げだ」と思っていたところ、知らぬうちに18輌が生産されていて驚いたと回想している。
1943年（昭和18年）中旬以降、連合艦隊（司令長官古賀峯一大将、参謀長福留繁中将）はZ作戦を立案する。当時の連合艦隊には、日本軍航空機の航続距離圏外にある敵艦隊拠点や前進基地に対し、大発動艇や水上機、あるいは海軍陸戦隊を用いた奇襲攻撃を行うという構想があった。
竜巻作戦の発想については、明確な資料が少ない。本作戦の骨子は、魚雷を搭載した水陸両用戦車による敵艦船への奇襲であった。魚雷を搭載した水陸両用戦車（特四式内火艇）は潜水艦によって敵機動部隊の根拠地まで輸送され、サンゴ礁外で潜水艦から発進。湾に張り巡らされた潜水艦防止網のリーフを越えるため、島嶼部に上陸した後に再び潜水し（源田実は「海底を這いながら」と表現）、礁湖内の泊地にあるアメリカ艦隊を攻撃する。
軍令部潜水艦担当作戦課員藤森康男中佐は「このような構想はガ島撤退の直後から従来の正攻法に対しもっと奇襲作戦を考えようというのが出発点で、防潜網を乗り越えて攻撃できないかと考えていた。十八年末ごろ、呉工廠の考案を知り特四式内火艇の実験を行ない、一応の成果を得た」という。また吉松田守中佐（当時、海軍省軍務局局員）によれば「ケゼリン来攻直後の朝六時半ごろ、黒島亀人軍令部第二部長に呼び出され、大発に魚雷を積んでリーフを越えて攻撃する案を突然言われた。黒島部長の構想は潜水艦九隻に各二隻ずつ積み奇襲作戦を実施するもので、四隻試作し甲標的の搭乗員を充当し、情島（呉の近く）にQ基地を作り訓練を開始した」という。これらの回想から、特四式内火艇は藤森部員の発想をマーシャル在泊の米機動部隊攻撃のために黒島亀人部長が取り上げ、実験するに至ったものと公刊戦史『戦史叢書』は推測している。

## 作戦経緯
1944年（昭和19年）1月末、アメリカ軍はマーシャル諸島への侵攻を開始、2月上旬には同地区を勢力下に治めた。日本軍が設定した絶対国防圏は、早くもアメリカ海軍の攻勢に晒された。
2月中旬、日本海軍の一大拠点トラック泊地とマリアナ諸島は、米軍機動部隊により壊滅的被害を受けるに至った（トラック島空襲、ブラウン環礁失陥、マリアナ諸島空襲）。
2月17日のトラック空襲において、潜水艦部隊（先遣部隊）の第六艦隊（司令長官高木武雄中将）は、従来の旗艦「香取」や新旗艦の特設潜水母艦「平安丸」を喪失した。
3月になると、日本海軍は偵察機や潜水艦によって連合軍掌握下の中部太平洋諸島への偵察や、牽制攻撃を実施し、3月14日には呂号潜水艦がメジュロ環礁に戦艦や空母を含むアメリカ艦隊や飛行場の存在を報告した。当時の日本海軍の空母機動部隊（第一機動艦隊）はろ号作戦とブーゲンビル島沖航空戦などの影響から再建中であり、アメリカ海軍の空母機動部隊に決戦を挑むことは不可能であった。
正規空母多数を擁し、猛威を振るう米軍機動部隊への反攻計画の一環として、大本営は源田実中佐（当時、軍令部部員）を中心に雄作戦を立案した。
連合艦隊のZ作戦計画では、第一機動艦隊や基地航空部隊による航空作戦とともに、特四式内火艇による敵機動部隊泊地奇襲を予定していた。大本営海軍部（軍令部）が立案した雄作戦にも、特四式内火艇の奇襲が盛り込まれていた。真珠湾攻撃では特殊潜航艇（甲標的）を投入したが今時期では通用しないとみなされ、珊瑚礁を乗り越えて雷撃を敢行するという計画になったのである。
3月22日、高松宮宣仁親王（軍令部部員、海軍大佐）は呉に到着、練習巡洋艦「鹿島」（予備旗艦香椎）に乗艦して海軍兵学校卒業式に臨席したのち、P基地（広島県倉橋島大浦崎の特殊潜航艇部隊訓練基地の秘匿名称）や呉海軍工廠を視察、特四式内火艇を含む各種兵器の説明を受けた。
3月26日、軍令部関係者（山本親雄軍令部一課長、源田実大佐、藤森中佐）はパラオ諸島の連合艦隊司令部（戦艦武蔵）に出張、大本営の作戦を説明した。連合艦隊側の反応について源田は「若干批判的な空気だった」と回想し、山本は「連合艦隊司令部は（大本営の）計画に同意して、さっそく具体的計画の立案にとりかかることになった」と回想した。翌27日、二人はパラオを出発し、マニラと台湾経由で東京に戻った。しかし作戦検討をおこなう間に3月末の米機動部隊来襲と、パラオ大空襲にともなう海軍乙事件（連合艦隊司令長官古賀峯一大将行方不明、参謀長福留繁中将捕虜および情報流出）が生起。混乱のうちに雄作戦案は消滅した。
海軍乙事件により古賀長官が殉職したので、軍令承行令により南西方面艦隊司令長官の高須四郎大将（海兵35期）が連合艦隊の指揮をとった。
高須長官はニューギニア島方面を重視して4月12日に「Ｚ一作戦」を発令し連合艦隊の航空兵力の南西方面に移動させ、兵力を消耗させた（ホーランジアの戦い）。
連合艦隊の指揮系統が混乱する中でも特四式内火艇による泊地奇襲計画は継続され、当初はZ隊作戦と呼称。
続いて龍巻作戦と改称された。
第六艦隊司令部は従来からサイパン島転進を検討していたが、龍巻作戦のためトラック泊地から内地に帰投、特設潜水母艦築紫丸に将旗を掲げた。
4月26日、本作戦について中部太平洋方面艦隊司令長官南雲忠一中将（サイパン島所在）は「情勢に適応しない」との理由で反対を表明した。5月3日、新編された連合艦隊（司令長官豊田副武大将、参謀長草鹿龍之介中将）は、東京湾の軽巡洋艦「大淀」に将旗を掲げた。同日、連合艦隊司令部は「あ号作戦」計画を発令した。奇襲作戦については、以下の記述がある。
（ロ）奇襲作戦
（一）先遣部隊ノ大部ヲ以テ奇襲作戦ヲ実施ス
（二）奇襲作戦ハ「マーシャル」諸島的要地ニ在泊ノ敵機動部隊ニ対シ之ヲ行フ
（三）奇襲作戦実施時期ヲＴ日トシ決定ハ先遣部隊指揮官ノ所信ニ依ル
（四）「あ号作戦開始」ノ令アラバ（奇襲作戦実施前）航空部隊及先遣部隊各一部兵力ヲ以テ要地ノ偵察ヲ行フ
（五）本作戦ヲ龍巻作戦ト呼称シ作戦要領ヲ別冊第二ノ通定ム
連合艦隊は先遣部隊（第六艦隊）に対し『竜巻作戦』発動を命じた。
龍巻部隊の攻撃目標は、敵機動部隊の航空母艦または特設航空母艦と下令された。作戦に従事する潜水艦は5隻（伊36、伊38、伊41、伊44、伊53）、このうち伊36以外の4隻は瀬戸内海に集結。5月6日頃より、広島県呉市情島、後に対岸の倉橋島の秘密基地で約800人が実戦訓練を受けた。この中には、戦艦陸奥爆沈から生還した上別府宣紀大尉も含まれていた。陸奥爆沈後、上別府大尉は海軍水雷学校へ転勤して魚雷艇艇長の講習をうけ、特四内火艇の要員を命じられたという。
だが各部隊の連合訓練で、特四内火艇の欠陥が露呈する。海軍省軍務局の吉松中佐は、特四式内火艇の速力は7ノット、潮流のあるところでは4ノット程度だったと回想している。さらに原型は砂浜で用いることを前提にした貨物艇だったため、考案者も第六艦隊司令部も絶対に成功の見込みはないと判断、故意に予備実験を不成功にしたという。実際に、エンジンの轟音、低速、キャタピラが小石で破損するなど欠陥が浮上する。第六艦隊の意見具申もあり、連合艦隊は5月12日に作戦延期を決定した。
竜巻作戦の延期にともない、「あ号作戦」における先遣部隊の役割は要地偵察や敵機動部隊の捕捉が主になった。第六艦隊司令部は、予定どおり内地からサイパン島へ進出する。高木長官・通信参謀・航海参謀は6月6日にサイパン進出。参謀長仁科宏造少将、参謀鳥洲健之助少佐、機関参謀は筑紫丸に残って潜水艦の訓練と整備に従事した。後日、第六艦隊司令部はサイパン島地上戦に巻き込まれ、潜水艦による救出作戦にも失敗し、高木長官は南雲長官等と共に玉砕した。
潜水艦および特殊兵器による敵艦隊泊地への奇襲攻撃という発想は、人間魚雷回天と玄作戦に引き継がれた。上別府大尉は人間魚雷回天搭乗員に転じ、第一次玄作戦における伊37（菊水隊、回天搭載艦）沈没時に戦死した。
その後、「特四式内火艇突撃隊」なる部隊が編成され、フィリピン戦に投入予定だったという。輸送船が沈められて半数は全滅、残部隊は宮崎県志布志付近で本土決戦に備え、終戦に至ったという。